# Rivière Kananaskis
La rivière Kananaskis (ˌkænəˈnæskɨs), en anglais : Kananaskis River, est une rivière de montagne située à l'ouest de la province d'Alberta, au Canada. Elle est un des affluents de la Bow River, et traverse le comté de Kananaskis.
La rivière est nommée par John Palliser en 1858 d'après le nom d'un indien cri.
À partire du lac Lower Kananaskis la rivière rivière coule généralement vers le nord sur environ 66 km.